# Kříše
Kříše (německy Krisch) je vesnice, část obce Břasy v okrese Rokycany v Plzeňském kraji. Nachází se dva kilometry západně od Břas. Je zde evidováno 145 adres. V roce 2011 zde trvale žilo 234 obyvatel.
Kříše je také název katastrálního území o rozloze 7,71 km². V katastrálním území Kříše leží i Darová.

## Historie
První písemná zmínka o vesnici pochází z roku 1384.

## Obyvatelstvo
| Rok            | 1869 | 1880 | 1890  | 1900 | 1910 | 1921  | 1930 | 1950 | 1961 | 1970 | 1980 | 1991 | 2001 | 2011 | 2021 |
| -------------- | ---- | ---- | ----- | ---- | ---- | ----- | ---- | ---- | ---- | ---- | ---- | ---- | ---- | ---- | ---- |
| Počet obyvatel | 989  | 807  | 1 328 | 718  | 774  | 1 123 | 759  | 833  | 577  | 495  | 425  | 316  | 223  | 234  | 264  |
| Počet domů     | 92   | 74   | 110   | 90   | 93   | 96    | 121  | 179  | 179  | 118  | 111  | 128  | 125  | 127  | 137  |

## Obecní správa
Při sčítání lidu v letech 1869–1950 Kříše bylo samostatnou obcí, se kterým patřilo nejprve do okresu Plzeň, ale v letech 1900–1950 v okrese Rokycany. Od roku 1961 je částí obce Břasy v okrese Rokycany. V letech 1869–1950 k obci patřila Darová.

## Pamětihodnosti
V jihozápadním cípu katastrálního území se v pravěku na ostrohu nad soutokem Korečnického potoka a Berounky nacházelo výšinné sídliště chamské kultury. Na stejném místě vzniklo v raném středověku malé hradiště Nadryby.
Na návsi stojí kaple sv. Barbory a sv. Floriána, postavená v roce 2016 jako replika původní kaple z přelomu 19. a 20. století, která byla zbořena v roce 1984. Kaple byla zasvěcena svaté Barboře kvůli hornické minulosti obce a svatému Floriánovi kvůli tradici spolku dobrovolných hasičů v Kříších. Základy původní kaple byly z podnětu místních obyvatel odhaleny v roce 2010 a na základě historických snímků vznikl projekt na stavbu nové kaple, která byla hrazena ze sbírky mezi místními občany a firmami a z rozpočtu obce Břasy. Novou kapli posvětil 10. prosince 2016 plzeňský biskup Tomáš Holub. Obnova kaple byla součástí ročníku 2018/2019 výstavy Má vlast cestami proměn, kde se v internetovém hlasování o nejlepší proměnu umístila na 6. místě ze 121 vystavených proměn.
Severovýchodně od Kříš se nachází přírodní památka Kateřina a na východním okraji vesnice zasahuje do katastrálního území část přírodní památky Bašta.

## Rodáci
- Ludvík Očenášek (1872–1949), podnikatel, konstruktér, vynálezce, odbojář
- Viktor Waidlich (1918–1949), odbojář, příslušník 311. československé bombardovací perutě RAF

## Další fotografie

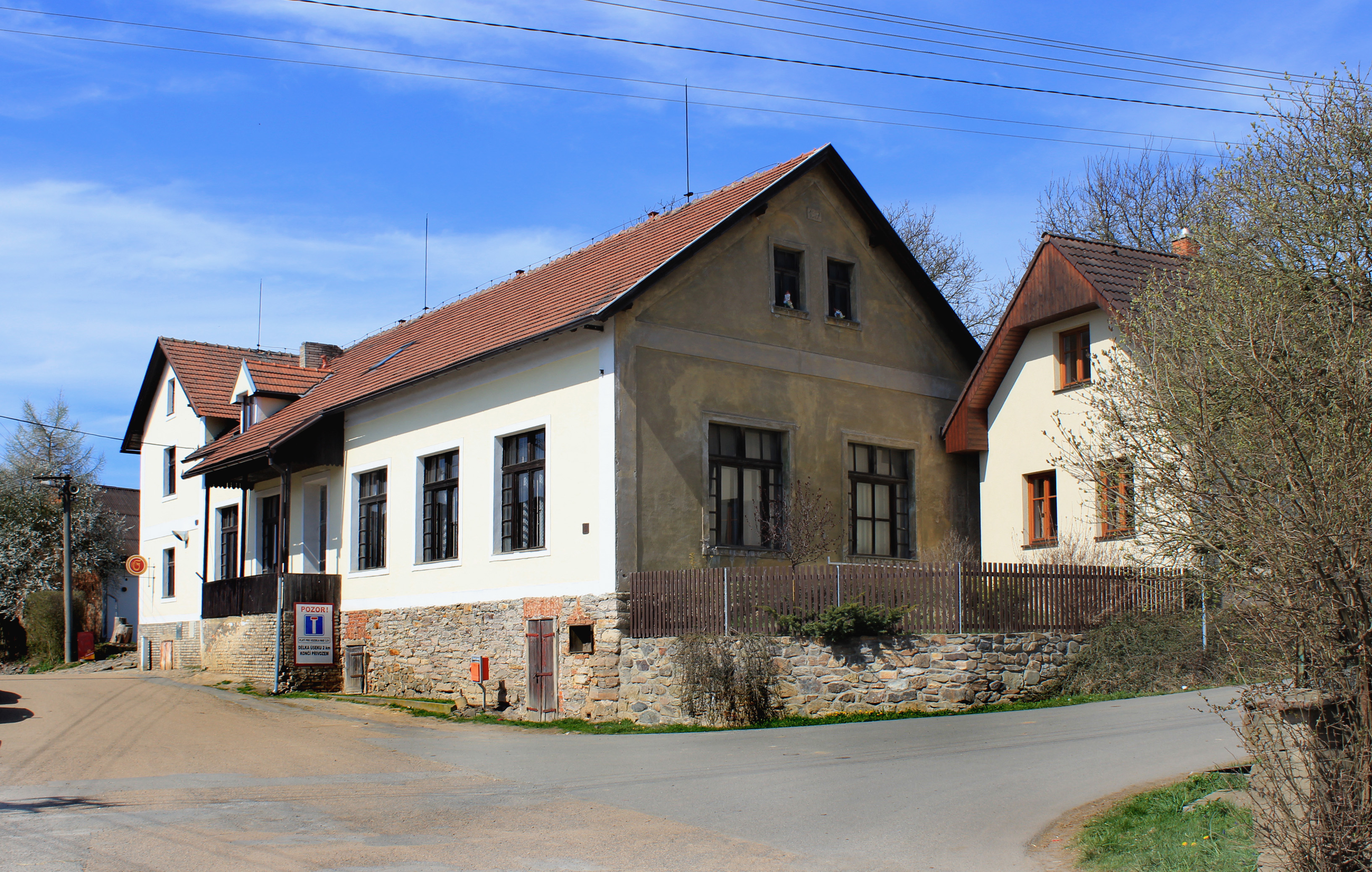
Hospoda
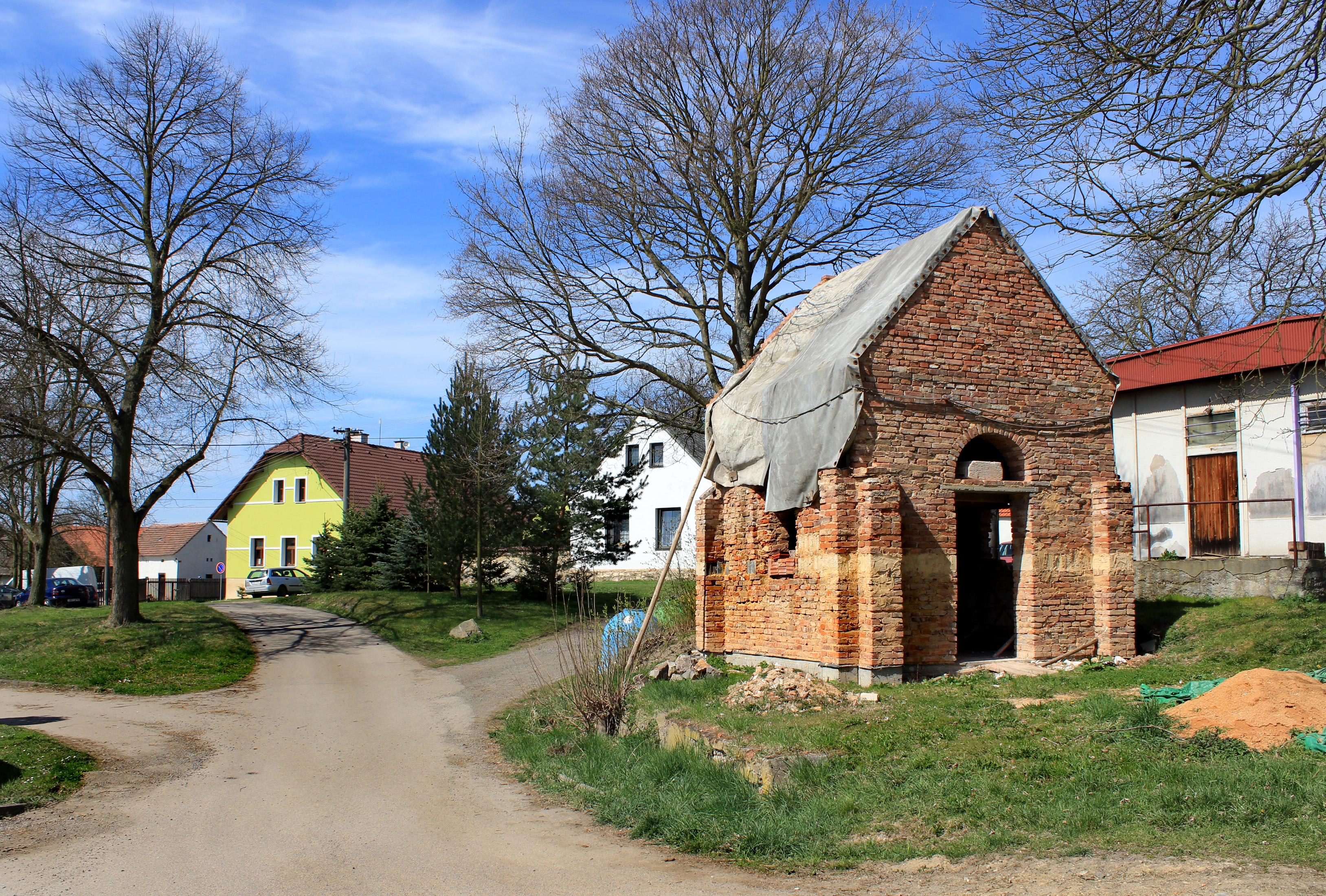
Opravovaná kaple na návsi
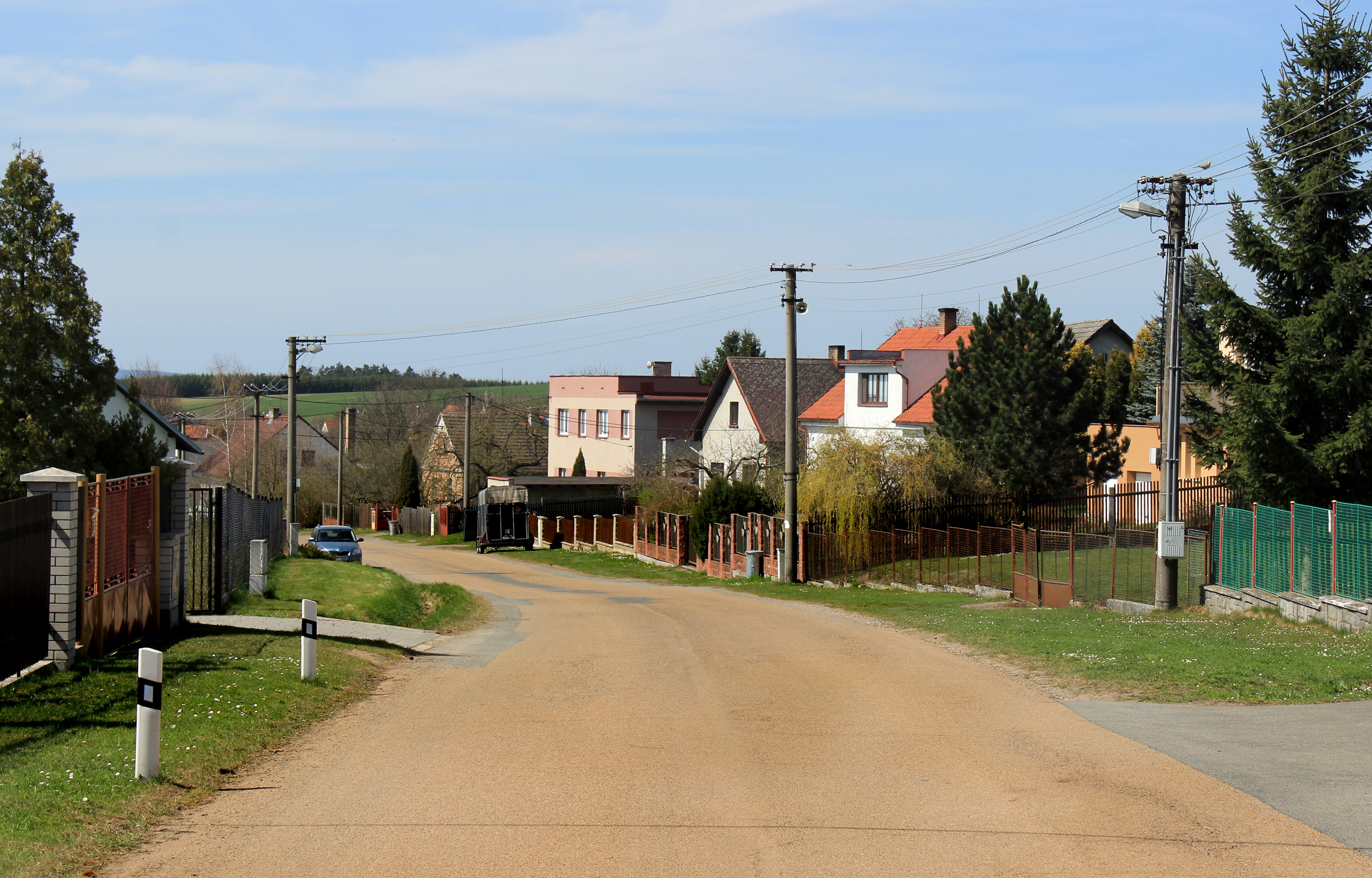
Hlavní silnice